# Lamellostreptus seriatus
Lamellostreptus seriatus är en mångfotingart som beskrevs av Demange 1961. Lamellostreptus seriatus ingår i släktet Lamellostreptus och familjen Harpagophoridae. Inga underarter finns listade i Catalogue of Life.